# Dąbrowa Chełmińska
Dąbrowa Chełmińska est une gmina rurale du powiat de Bydgoszcz, Couïavie-Poméranie, dans le centre-nord de la Pologne. Son siège est le village de Dąbrowa Chełmińska, qui se situe environ 22 km à l'est de Bydgoszcz et 27 km au nord-ouest de Toruń.
La gmina couvre une superficie de 124,62 km2 pour une population de 7 179 habitants.

## Géographie
La gmina est bordée par la ville de Bydgoszcz et les gminy de Dobrcz, Unisław et Zławieś Wielka.